# ماوراءالنهر

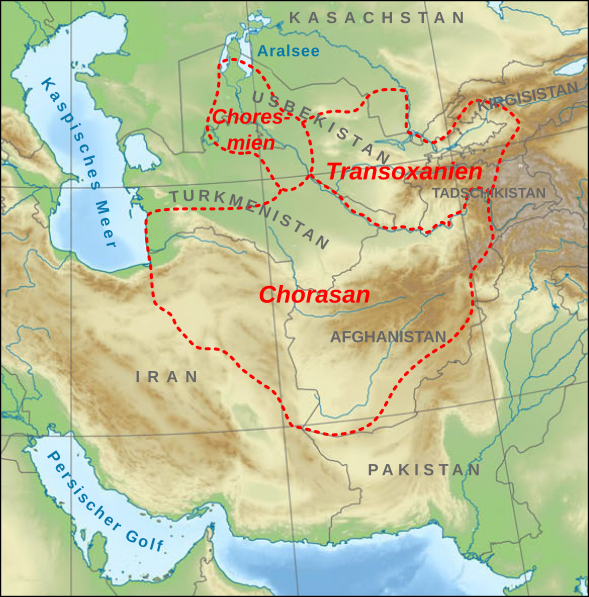
فرارود

فَرارود یا ماوراءالنهر یا وَرارود به سرزمینی گفته می‌شود که در میان دو رود آمودریا (جیحون) و سیردریا (سیحون) جای دارد. در واقع معنی اصلی آن، آن سوی رود آموی (جیحون یا آمودریا) است. این سرزمین بخشی از آسیای میانه است.        
سرزمین‌های واقع در حوضهٔ آبریز دو رود آمودریا و سیردریا، دربرگیرنده ایالات چغانیان، ختلان، کش، نخشب، بخارا، سمرقند، اسروشنه، فرغانه، چاچ و اسپیجاب، پس از فتوحات اعراب به ماوراءالنهر معروف شد. این سرزمین از دیر باز شرقی‌ترین ایالت ایران باستان و از دورهٔ هخامنشی زیر تابعیت امپراتوری ایران بود و سکنهٔ آن عمدتاً سغدی و خوارزمی بودند. این سرزمین بعدها در دوران هخامنشیان جزو ساتراپی سغد شد.

## پیش از اسلام
۱۵۰۰ سال پیش، مدتی مانده به ظهور اسلام و سپس گسترش آن به خاورمیانه، ایران، هند، ماوراءالنهر و آفریقا، مردمی که میان آمودریا و سیردریا می‌زیستند، دولتی متشکل و واحد نداشتند. از خوارزم تا بخارا، از سمرقند، تا تاشکند و بلخ، هر شهری برای خود پادشاهی بومی و درباری کوچک داشت و هر پادشاهی در شهرهای کوچک‌تر دور و بر شاهزاده‌ها و حاکمان تابع خود را صاحب بود. آنها با همدیگر رابطه نزدیک داشتند، اما، همزمان، رقیب و گاه دشمن یکدیگر نیز بودند.
زبان بیشتر مردم، سغدی، فارسی میانه، خوارزمی و دیگر زبان‌های ایرانی شرقی بود. در طرف بلخ، پامیر و افغانستان کنونی نیز دیگر زبان‌های ایرانی شرقی رایج بود. اقلیتی نیز ترک‌زبان بودند. بسیاری از آنها در دوره ساسانیان به فرارود کوچ کرده بودند.
اکثر مردم فرارود پیرو مزدیسنا و بودا بودند. برخی مسیحی نسطوری، یهودی و پیرو آیین‌های مزدک و مانوی بودند. ترک‌های ماوراءالنهر اکثراً مانند هم قومان خود در اوراسیا پیرو آیین شمن‌باوری بودند. بخش کوچک‌تری از آنان پیرو باورهای دیگری مانند بودا و غیره شده بود. قرن‌ها بود که در مناسبات قبایل بیابان‌گرد با ایرانیان و چینی‌ها تجارت، رفت و آمد، ازدواج، مبادلات فرهنگی و زبانی، کوچ و مهاجرت، دستاندازی و تهاجم‌های مرزی چیزی عادی بود.

## پس از اسلام

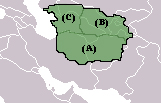
خراسان- ماورالنهر- خوارزم

چون اعراب از خراسان به این ناحیه تاختند، پس از غلبه بر آنجا، آن را ماوراءالنهر نامیده و ضمیمهٔ خراسان ساختند. حملات اعراب به ماوراءالنهر از سال ۴۷ ه‍. ق در زمان حکومت زیاد بن ابیه در عراقین آغاز شد. با مهاجرت جمع زیادی از اعراب کوفه و بصره به خراسان، علاوه بر اینکه امنیت حمله‌کنندگان تأمین شد، ادامهٔ فتوحات نیز ممکن گردید. اگرچه از آن پس تا زمان قتیبة بن مسلم، تلاش برای فتح ماوراءالنهر ادامه یافت، عملاً فعالیت اعراب مسلمان در آن ناحیه از تاخت و تازهای پراکنده فراتر نرفت. با انتصاب قتیبة بن مسلم به حکومت خراسان در سال ۸۲ قمری بر موفقیت اعراب در ماوراءالنهر بسیار افزوده شد. با تلاش‌ها و حملات متعدد وی، بالاخره تا سال ۹۶ ه‍.ق سلطهٔ اعراب بر بیشتر فرارود تا سیردریا گسترده شد. مهاجرت تعداد زیادی از اعراب و اسکان آنها در نقاط مختلف ماوراءالنهر از جمله بخارا فتح این ناحیه قطعی به نظر می‌رسید؛ اما با مرگ قتیبه و شورشهایی که در پی آن رخ داد شاهزادگان و امیران بومی آن ناحیه با یاری گرفتن از امپراتوری ترک قراخانیان سر به شورش برداشتند و دوباره مستقل شدند. چنان‌که تا دو دههٔ بعد، والیان عربِ خراسان ناچار به جدال و کشمکش در این منطقه بودند و تنها در زمان امارت نصر بن سیار، آخرین امیر اموی خراسان، در سال ۱۲۱ ه‍.ق این ستیزه‌ها پایان یافت. از آن پس تا پایان عصر اموی، این منطقه پیوسته ضمیمهٔ خراسان بود و از طریق حکمران عرب مستقر در مرو اداره می‌شد.

## نام
این منطقه در فارسی باستان «پردری» و در پهلوی «فرارود» بود. در سده اول هجری فاتحان عرب این منطقه را ماوراءالنهر به معنای آن سوی رودخانه نام نهادند. فردوسی در مورد این تغییر نام می‌سراید:
| اگر پهلوانی ندانی زبان |  | فرارود را ماور النهر خوان |

## شهرها
ماوراءالنهر در میان دو رود آمودریا و سیردریا کشورهای ازبکستان، تاجیکستان و بخشی از ترکمنستان قرار دارند. اما در عمل وقتی ماوراءالنهر گفته می‌شود، آنچه که در ایران و جهان غرب و جهان اسلام می‌فهمند، محدود به این کشورها نیست، بلکه به جز ازبکستان، تاجیکستان و ترکمنستان، سرزمین‌های آن سوی سیردریا مانند قزاقستان، قرقیزستان، کاشغر و جنوب روسیه نیز در نظر گرفته می‌شود
برخی از شهرهای تاریخی این سرزمین عبارتند از:
- در ازبکستان کنونی: سمرقند، بخارا، چاچ (تاشکند)، نخشب (نَسَف یا قـَرشی)، تِرمِذ، خیوه، شهر سبز (کَش)، اندگان (اندیجان)، جیزّخ (دَیزَک یا دِزَک)، خوقند (قوقان)، کاث (ویرانه‌های این شهر نزدیک شهر بیرونی در استان قره‌قالپاقستان است)، نمنگان، گرگانج.
- در تاجیکستان کنونی: خجند، کولاب، اِستَرَوشن (اُراتپه یا اسروشنه)، پنجکنت (زادگاه رودکی)، دوشنبه، قُرغان تپه.
- در قزاقستان کنونی: یَسی (حضرت ترکستان)، طراز و پاراب (اُترار)، اسپیجاب (سیرام در نزدیکی شیمکنت).
- در قرقیزستان کنونی: اوش، بلاساغون و اوزگند.
- در ترکمنستان کنونی: کهنه‌گرگانج و مرو.
- در چین کنونی: کاشغر